# 东亚对囊蕨
东亚对囊蕨（学名：Deparia jiulungensis var. albosquamata）也称东亚蛾眉蕨，为蹄盖蕨科对囊蕨属下的一个植物变种。